# Changan Raeton Plus
Changan Raeton CC – samochód osobowy klasy średniej produkowany pod chińską marką Changan w latach 2017–2022 oraz jako Changan Raeton Plus od 2022 roku.

## Historia i opis modelu

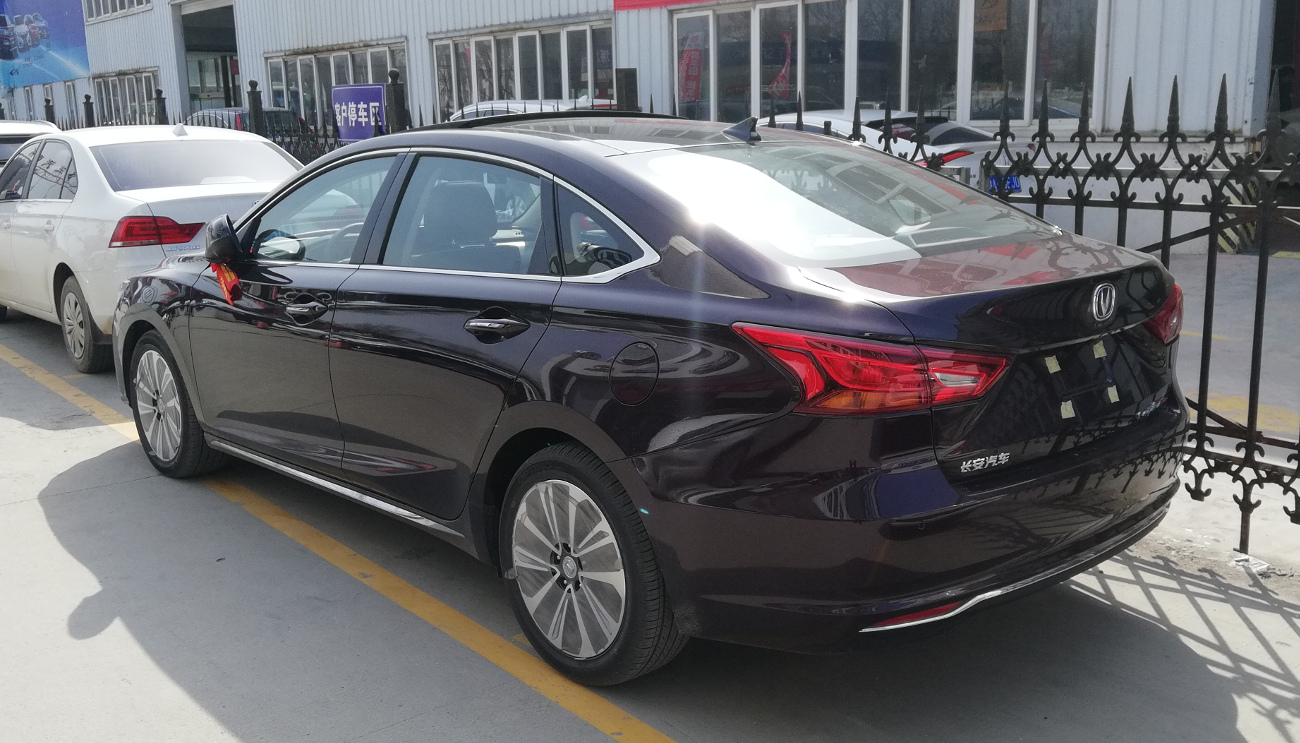
Changan Raeton CC - tył

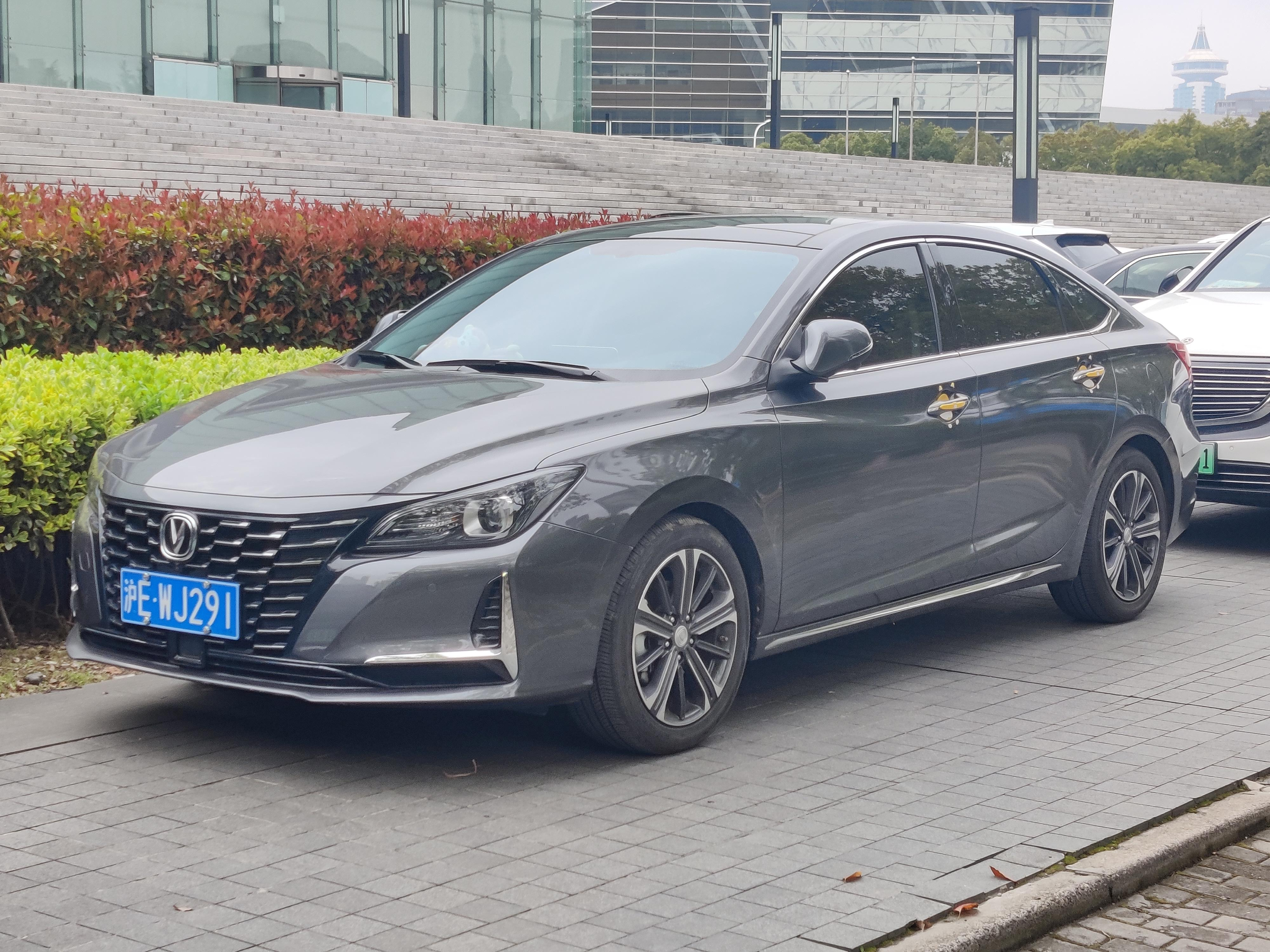
Changan Raeton Plus po liftingu

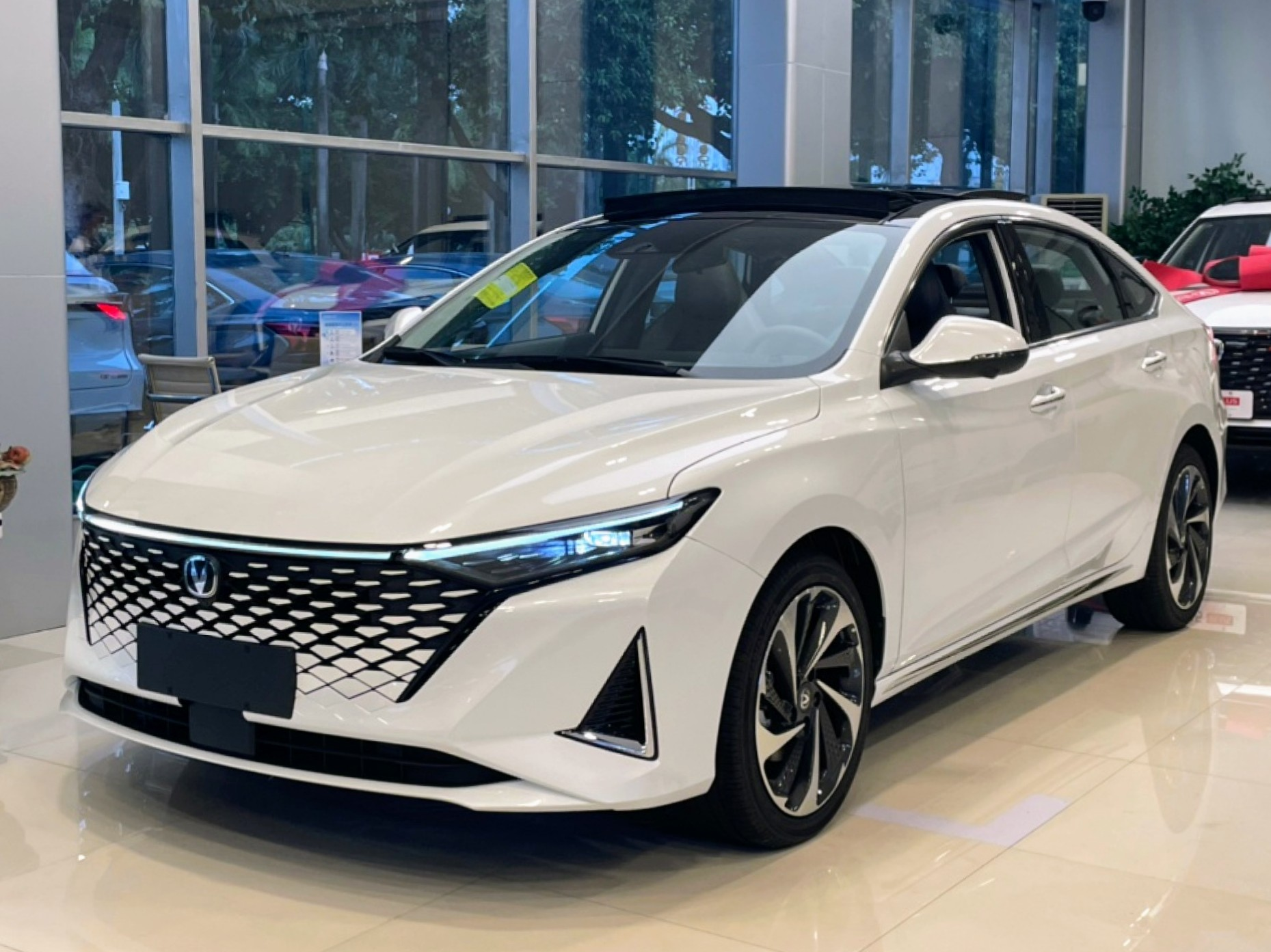
Changan Raeton Plus po drugim liftingu

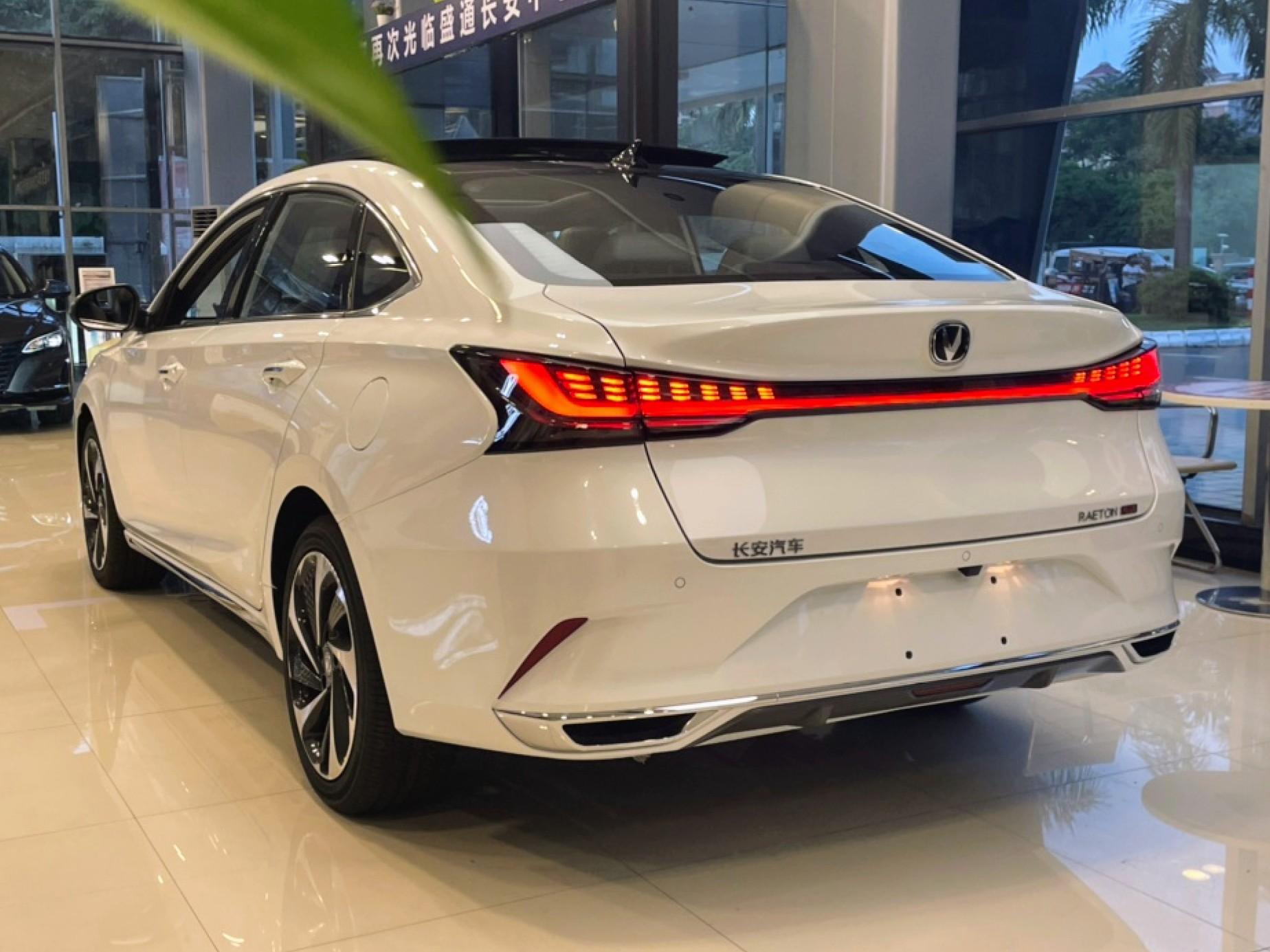
Changan Raeton Plus - tył po drugim liftingu

Po raz pierwszy nazwę "Raeton CC" zastosowano w kwietniu 2015 podczas targów Shanghai Auto Show, kiedy to chiński Changan przedstawił futurystyczny prototyp. Dwa lata później zaprezentowano produkcyjny model o takim samym emblemacie, który ostatecznie nie miał nic wspólnego ze studium. Samochód powstał jako mniejsza alternatywa dla dużego, flagowego Raetona, odróżniając się bardziej awangardową stylizacją. 
Podobnie jak mniejsze pojazdy w gamie, otrzymał on ostro zarysowane reflektory i lampy, a także charakterystyczną osłonę chłodnicy w kształcie klepsydry. Masywna konsola centralna zyskała chromowane wstawki, a poza dotykowym ekranem systemu multimedialnego chiński producent zdecydował się także na cyfrowe zegary.
Do napędu Changana Raeton CC wykorzystano dwa czterocylindrowe silniki benzynowe o pojemności 1,5 litra. Pierwszy, wolnossący, rozwinął moc 120 KM, z kolei drugi, turbodoładowany, wzmocniono do 154 KM.

### Restylizacje
Dwa lata po debiucie, w październiku 2019 roku, Changan Raeton CC przeszedł pierwszą obszerną restylizację upodabniającą model do nowego języka stylistycznego firmy. Zmianie uległ układ atrapy chłodnicy, przeprojektowano zderzaki, a także wkłady reflektorów oraz lamp tylnych. Materiały wykończeniowe w kabinie pasażerskiej zastąpiono bardziej stonowanymi o czarno-szarej tonacji.
W sierpniu 2022 samochód przeszedł drugą, tym razem znacznie obszerniejszą restylizację, w ramach której dokonano zmiany nazwy na Changan Raeton Plus. Pas przedni zyskał inne, wyżej osadzone reflektory wykonane w technologii full LED, pomiędzy którymi znalazł się obszerniejszy, bezramienny grill. Tylną część nadwozia przyozdobił pas świetlny biegnący odtąd pomiędzy lampami przez klapę bagażnika, a miejsce na tablicę rejestracyjną przeniesiono na zderzak. Zastosowano także nowy projekt kokpitu, który zdominował zintegrowany pakiet cyfrowych zegarów i dotykowego ekranu systemu multimedialnego.

### Sprzedaż
Changan Raeton CC powstał z myślą o sprzedaży na rodzimym rynku chińskim, gdzie trafił on do dystrybucji w listopadzie 2017 roku. W marcu 2020 roku uruchomiono także produkcję w azerskim Neftçala przez lokalne przedsiębiorstwo Khazar Auto pod nazwą Khazar CC. Wersja po restylizacji z 2022 roku została uwzględniona z kolei w planie ekspansji Changana na rynkach globalnych, wzbogacając na początku 2023 roku portfolio w Pakistanie i Rosji. W 2024 roku samochód zmienił nazwę na rynku rosyjskim, stając się jednym z trzech pierwszych modeli reaktywowanej marki Wołga pod nazwą Wołga C40.

### Silnik
- R4 1.5l 120 KM
- R4 1.5l Turbo 154 KM